# Günther Wilde
Günther Wilde (* 24. März 1900 in Berlin; † 12. August 1980) war ein deutscher Jurist und von 1950 bis 1964 Richter am Bundesgerichtshof.

## Leben

### Vom Kaiserreich bis zum Dritten Reich
Wilde war der Sohn des Postrates Paul Wilde und seiner Ehefrau Margarete, geborene Freitag. Er besuchte das Gymnasium in Frankfurt (Oder) und studierte danach Rechtswissenschaften an den Universitäten in Berlin und Göttingen. 1923 und 1927 legte er seine beiden Staatsexamina mit Prädikatsnoten ab. Im Jahre 1930 heiratete er Lotte Loewe.
Von 1931 bis 1937 war er in Berlin als Richter am Amts- und Landgericht beschäftigt, ohne in eine Planstelle eingewiesen zu sein. Während dieser Zeit trat er 1934 in den Bund Nationalsozialistischer Deutscher Juristen, die Nationalsozialistische Volkswohlfahrt und den Reichsluftschutzbund ein. Mitglied der NSDAP wurde er hingegen nicht. Wegen der nichtarischen Herkunft seiner Ehefrau wurde er 1937 mit Wirkung zum 1. Januar 1938 in den Ruhestand versetzt. Gestützt wurde der Bescheid auf § 6 des Gesetzes zur Wiederherstellung des Berufsbeamtentums, der eine vorzeitige Pensionierung „zur Vereinfachung der Verwaltung“ erlaubte. Wildes Versuch, dies 1936 mit einem Schreiben, in dem er seine nationalsozialistische Einstellung und die „nichtjüdische Geisteshaltung“ seiner Ehefrau darlegte, abzuwenden, scheiterte. Auch einem Antrag im Jahre 1937, in dem er um Entlassung aus dem Justizdienst und Zulassung als Rechtsanwalt beim Landgericht Berlin bat, war kein Erfolg beschieden. Zwar hatte das Landgericht keine Einwände, doch sowohl das Reichsministerium der Justiz als auch der Nationalsozialistische Rechtswahrerbund lehnten ab. Infolgedessen verdiente er sein Geld bis zum Kriegsende freiberuflich als wissenschaftlicher Mitarbeiter bei verschiedenen Rechtsanwälten.

### Wirken in der Bundesrepublik Deutschland
Nach der Kapitulation arbeitete er bis 1949 als Rechtsanwalt und Notar in Berlin. Im Februar 1949 wurde er zum Oberregierungsrat im Zentraljustizamt der Britischen Zone in Hamburg berufen. Am 1. Juli 1949 wurde er zum Richter am Obersten Gerichtshof der Britischen Zone ernannt. Dessen Vorsitzender Ernst Wolff schlug ihn dem Bundesjustizminister Thomas Dehler als Richter am Bundesgerichtshof vor. Nach der Wahl durch den Richterwahlausschuss trat Wilde im Oktober 1950 sein Amt als Bundesrichter an.  
Am Bundesgerichtshof gehörte er dem I. Zivilsenat an, dem BGH-Präsident Hermann Weinkauff vorstand. Als ihm 1956 von Weinkauff und vom Bundesjustizminister offeriert wurde, den Vorsitz eines anderen Senates zu übernehmen, schlug er dieses Angebot aus, da er unbedingt im I. Zivilsenat verbleiben wollte. Erst als sich 1959 die Möglichkeit bot, den Vorsitz des I. Zivilsenats zu übernehmen, nahm er diese Chance wahr. Am 31. Dezember 1964 trat er in den Ruhestand. 
Seit 1957 hielt er an der Universität Heidelberg Vorlesungen über gewerblichen Rechtsschutz, Urheber- und Wirtschaftsrecht. Die Universität verlieh ihm die Ehrendoktorwürde. Er war Mitglied der Deutschen Vereinigung für gewerblichen Rechtsschutz und Urheberrecht, der Deutsch-Französischen Juristenvereinigung, der Association Littéraire et Artistique Internationale und einer vom Bundesjustizministerium eingesetzten Sachverständigenkommission für gewerblichen Rechtsschutz.